# Миславский, Владимир Наумович
Влади́мир Нау́мович Мисла́вский (укр. Володи́мир Нау́мович Мисла́вський; род. 25 мая 1960, Харьков, Украинская ССР) — украинский киновед, историк кино.

## Биография
Родился в Харькове. С раннего детства интересовался кино. В 1978—1989 годах работал киномехаником. В 1989—1990 годы — преподаватель Харьковского училища киномехаников. В 1992 году окончил сценарно-киноведческий факультет ВГИКа (мастерская Н. В. Савицкого), 
Начал публиковаться с 1984 года. Автор 50 монографий и более 150 статей о кинематографе в периодических изданиях Украины, России, Польши, Чехии, Германии, Франции, Словакии. В конце 2020 года, по заказу немецкого научного издательства Lambert книга В. Миславского «Занимательное киноведение» была переведена на восемь языков (английский, немецкий, французский, итальянский, испанский, португальский, польский, нидерландский) и вышла в печать в марте 2021 года.
В 1990—2015 годах работал на телевидении автором и ведущим программ о кино, выходивших на телеканалах Украины и России. В 2009—2014 — преподавал в Харьковском государственном университете искусств имени И. П. Котляревского на кафедре теории и истории мировой и украинской культуры.
В 2015—2016 годах — доцент кафедры медиакоммуникации Харьковского национального университета имени В. Н. Каразина. С 2016-го — доцент кафедры кино и телевидения Харьковской государственной академии культуры.
Как киновед был аккредитован на международных кинофестивалях: «Фестиваль немого кино» в Порденоне (1994, 1997), Московском (1995, 1999, 2000), «Молодость» в Киеве (1996, 1997), Каннском (1997, 1998, 1999), Берлинском (1998, 1999), «Фестивале восточного кино» в Удине (2001), «Французское кино сегодня» в Москве (2001, 2002, 2003), а также в кинопремиях: «Ника» (1997), «Горячее золото» (Hot d’Or, Cannes, 1999), «Тедди» (1999). Был председателем жюри международных кинофестивалей «Expromt» (2006), «Bommer» (2010), «Кипарисы Партенита» (2011), «Ступени» (2009). Входил в состав жюри международных фестивалей «Боммеръ-фест» (2007), «Харьковская сирень» (2009—2013), «Дитятко» (2015), 2021 годов.
Член-корреспондент Национальной академии искусств Украины, доктор искусствоведения, член ассоциации кинокритиков Украины, член Национального союза кинематографистов Украины , член Совета экспертов конкурса профессиональной журналистики «Честь профессии».

## Фильмография
- 1995 — Александр Алексеев. Возвращение (документальный, Украина)
- 2002 — Лесная, 27 (с использованием архивов В. Миславского; документальный, Россия)

### Монографии
- Харьков и кино. — Харьков: Торсинг, 2004. — 288 с. — ISBN 966-670-326-2.
- Кино в Украине. 1896—1921 // Факты. Фильмы. Имена. — Харьков: Торсинг, 2005. — 576 с. — ISBN 966-670-510-9.
- Истерзанные души. Жизнь и фильмы Дмитрия Харитонова. — Харьков: ХЧМГУ, 2006. — 152 с. — ISBN 966-8246-50-0.
- Кінословник. Терміни. Визначення. Жарґонізми (укр.). — Харків: ХЧМГУ, 2006. — 328 с. — ISBN 966-8246-59-4.
- Краткий энциклопедический словарь кино. — Харьков: Колорит, 2007. — 215 с. — ISBN 978-966-8536-39-7.
- Харьков кинематографический. — Харьков: ХЧМГУ, 2007. — 320 с. — ISBN 978-966-8246-82-1.
- Искусство фотографии Альфреда Федецкого. — Харьков: Фактор, 2009. — 128 с. — ISBN 978-966-18-0013-6.
- Педагоги и выпускники Харьковского национального университета искусств им. И. П. Котляревского в кинематографии. — Харьков: Харьковский национальный университет искусств имени И. П. Котляревского, 2010. — 64 с.
- Альфред Федецький поет фотографії (укр.). — Харків: Фактор, 2010. — 216 с. — ISBN 978-966-180-088-4.
- Кинематографическая история Харькова 1896—2010 // Имена. Фильмы. События. — Харьков: С. А. М., 2011. — 436 с. — ISBN 978-966-8591-55-6.
- Педагоги и выпускники Харьковского национального университета искусств имени И. П. Котляревского в кинематографе. — Харьков: С. А. М., 2011. — 84 с.
- в соавт. Гергеша В. Механик-изобретатель Иосиф Тимченко в документах и воспоминаниях. — Харьков: Фактор, 2012. — 288 с. — ISBN 978-966-180-344-1.
- Кинопредприниматель Дмитрий Харитонов. Жизнь и фильмы. — Харьков: Торсинг плюс, 2012. — 216 с. — ISBN 978-617-030-400-1.
- Еврейская тема в кинематографе Российской империи, СССР, России, СНГ и Балтии (1909—2009). — Харьков: Скорпион П-ЛТД, 2013. — 628 с. — ISBN 978-966-7504-027-8.
- Начало польского кино. Польские создатели в кинематографии России (1896—1918). — Харьков: С. А. М., 2013. — 84 с.
- Фактографическая история кино в Украине. 1896—1930. — Харьков: Торсинг плюс, 2013. — Т. 1. — 496 с. — ISBN 978-617-0305-63-3.
- Фактографическая история кино в Украине. 1896—1930. — Харьков: Торсинг плюс, 2013. — Т. 2. — 464 с. — ISBN 978-617-0305-63-3.
- в соавт. Хильковский А. и др. Александр Мишон. Фотограф, издатель, кинематографист. — Харків: Торсінг плюс, 2013. — 208 с. — ISBN 978-617-030-537-4.
- Одесса… Немое кино. 1897—1930. — Харьков: Торсинг плюс, 2015. — 376 с. — ISBN 978-617-03-0758-3.
- Олександр Довженко // Маловідомі сторінки (укр.). — Харків: Дім Реклами, 2015. — 260 с. — ISBN 978-966-2149-49-4.
- Формирование кинофикации и кинопроката в Украине. 1922—1930. — Saarbrücken: Lambert Academic Publishing, 2015. — 244 с. — ISBN 978-3-659-69672-5.
- Государственное управление украинской киноотраслью в 20-е годы. — Saarbrücken: Lambert Academic Publishing, 2015. — 258 с. — ISBN 978-3-659-79494-0.
- Формирование условий украинского кинопроизводства в 20-е годы. — Saarbrücken: Lambert Academic Publishing, 2015. — 120 с. — ISBN 978-3-659-80599-8.
- Жанры и тематика украинского кино 20-х годов. — Saarbrücken: Lambert Academic Publishing, 2015. — 238 с. — ISBN 978-3-659-81461-7.
- Становлення кіногалузі в Україні 1922—1930 років // протиріччя часу і розмаїтість тенденцій (укр.). — Харків: Друкарня Мадрид, 2016. — 344 с. — ISBN 978-617-7294-81-7.
- Фактографическая история кино в Украине. 1896—1930. — Харьков: Дім Реклами, 2016. — Т. 1. — 496 с. — ISBN 978-966-2149-55-5.
- Фактографическая история кино в Украине. 1896—1930. — Харьков: Дім Реклами, 2016. — Т. 2. — 464 с. — ISBN 978-966-2149-56-2.
- Фактографическая история кино в Украине. 1896—1930. — Харьков: Дім Реклами, 2017. — Т. 3 Ч. 1. — 680 с. — ISBN 978-966-2149-61-6.
- Фактографическая история кино в Украине. 1896—1930. — Харьков: Дім Реклами, 2017. — Т. 3 Ч. 2. — 528 с. — ISBN 978-966-2149-62-3.
- Фактографическая история кино в Украине. 1896—1930. — Харьков: Дім Реклами, 2017. — Т. 4. — 352 с. — ISBN 978-966-2149-69-0.
- Кинопредприниматель Дмитрий Харитонов. Жизнь и фильмы. — Издание второе, исправленное и дополненное. — Луцьк: Волинська обласна друкарня, 2018. — 216 с. — ISBN 978-966-361-882-1.
- в соавт. Гергеша В. Механик-изобретатель Иосиф Тимченко в документах и воспоминаниях. — Издание второе, исправленное и дополненное. — Луцьк: Волинська обласна друкарня, 2018. — 288 с. — ISBN 978-966-361-883-8.
- Первое десятилетие Одесской киностудии // события, фильмы, имена. — Луцьк: Волинська обласна друкарня, 2018. — 424 с. — ISBN 978-966-361-887-6.
- Історія українського кіно 1896—1930: факти і документи (укр.). — Харків: Дім Реклами, 2018. — Т. 1. — 680 с. — ISBN 978-966-2149-66-1.
- Історія українського кіно 1896—1930: факти і документи. — Харків: Дім Реклами, 2018. — Т. 2. — 528 с. — ISBN 978-966-2149-67-8.
- Перше десятиліття кінематографічної творчості Олександра Довженка (укр.). — Харків: Дім реклами, 2019. — 528 с. — ISBN 978-966-2149-70-8.
- Становлення кіновиробництва та кінопрокату в Україні (1896—1917) (укр.). — Riga: Globe Edit, 2020. — 193 с. — ISBN 978-620-0-60765-2.
- Українські кіно 1920-х років: організаційно-творчі трансформації (укр.). — Riga: Globe Edit, 2020. — 476 с. — ISBN 978-620-0-60767-6.
- Занимательное киноведение. — Saarbrücken: Lambert Academic Publishing, 2020. — 120 с. — ISBN 978-620-2-56434-2.
- Кінознавчі розвідки в Україні (друга половина 1920-х — перша половина 1930-х рр.) (укр.) / Упор., передм., комент., прим. В. Н. Миславський. — Ч. 1. — Харків: Видавництво Точка, 2020. — 560 с. — ISBN 978-617-7856-03-9.
- Кінознавчі розвідки в Україні (друга половина 1920-х — перша половина 1930-х рр.) (укр.). — Ч. 2. — Харків: Видавництво Точка, 2020. — 560 с. — ISBN 978-617-7856-04-6.
- Des études cinématographiques divertissantes (фр.). — Saarbrücken: Sciencia Scripts, 2020. — 120 p. — ISBN 978-620-2-56760-2.
- Entertaining film studies (англ.). — Saarbrücken: Sciencia Scripts, 2020. — 108 p. — ISBN 978-620-2-56758-9.
- Entreteniendo los estudios de cine (исп.). — Saarbrücken: Sciencia Scripts, 2020. — 112 p. — ISBN 978-620-2-56759-6.
- Estudos de filmes divertidos (порт.). — Saarbrücken: Sciencia Scripts, 2020. — 112 p. — ISBN 978-620-2-56764-0.
- Onderhoudend filmonderzoek (нид.). — Saarbrücken: Sciencia Scripts. — 112 с. — ISBN 978-620-2-56762-6.
- Studi cinematografici divertenti (итал.). — Saarbrücken: Sciencia Scripts, 2020. — 108 p. — ISBN 978-620-2-56761-9.
- Unterhaltsame Filmstudien. Saarbrücken (нем.). — Sciencia Scripts, 2020. — 116 S. — ISBN 978-620-2-56757-2.
- Zabawne filmoznawstwo (пол.). — Saarbrücken: Sciencia Scripts, 2020. — 108 с. — ISBN 978-620-2-56763-3.
- Довженко-графік (укр.). — Харків: ТОВ Видавництво «Точка», 2021. — 315 с. — ISBN 978-617-7856-34-3.

### Статьи
- Починалося с «живої фотографії» // Соціалістична Харківщина : газета. — 1984. — 26 августа.
- Перші кіносеанси в Харкові // Соціалістична Харківщина : газета. — 1985. — 27 августа.
- Довженко — художник // Соціалістична Харківщина : газета. — 1985. — 29 декабря.
- Кінематограф і Харків // Прапор : журнал. — 1989. — № 2. — С. 153—158.
- «Невидимка» возвращается // Видео-Асс : журнал. — 1992. — № 8. — С. 20.
- Как делался «Хищник» // Видео-Асс : журнал. — 1992. — № 9. — С. 22, 24.
- Дмитрий Харитонов. Судьба русского кинопродюсера // Киноведческие записки : журнал. — 1993. — № 18. — С. 210—240. — ISSN 0235-8212.
- Кинематограф и Харьков // Первая столица : газета. — 1995. — 27 января (№ 5).
- Кинематограф и Харьков // Первая столица : газета. — 1995. — 25 апреля (№ 6).
- Ника—96. Крылатая богиня отдалась достойным // Теленеделя : газета. — 1997. — 24 апреля.
- В Канне даже пальмы золотые // Теленеделя : газета. — 1997. — 22 мая.
- Канн—97. Юбилейный киносеанс // Теленеделя : газета. — 1997. — 29 мая.
- «Великий немой» с итальянским акцентом // Теленеделя : газета. — 1997. — 13 ноября.
- Первый «Затерянный мир» // Premiere : журнал. — 1997. — Декабрь (№ 6). — С. 26.
- «Ретро…» с Петром Тодоровским // Теленеделя : газета. — 1998. — 17 апреля.
- Стела продажного амура // Телекурьер : газета. — 1999. — 15 июля.
- Достояние Российской республики // Телекурьер : газета. — 1999. — 5 августа.
- XXII ММКФ — тайна четырёх букв // Телекурьер : газета. — 2000. — 10 августа.
- Тинто Брасс. Неутомимый маэстро // Харьковский курьер : газета. — 2001. — 22 июня.
- Брасс уполномочен заявить // Событие : газета. — 2001. — 6—12 9.
- Альфред Федецкий — прославленный мастер светописи // Харьков. Что, где, когда : журнал. — 2003. — № 7. — С. 4—5.
- Даріо Ардженто: чорний янгол — білий янгол (укр.) // Kino-Коло : журнал. — 2003. — № 19. — С. 43—48.
- С самого начала… // Харьков. Что, где, когда : журнал. — 2004. — № 8. — С. 52—53.
- Альфред Федецкий. Странички биографии // Харьковский исторический альманах : сборник. — 2004. — Весна—лето. — С. 45—67.
- Первые киносеансы в Харькове // Харьков. Что, где, когда : журнал. — 2005. — № 8. — С. 35.
- Альфред Федецкий. К биографии первого российского кинооператора // Киноведческие записки : журнал. — 2006. — № 77. — С. 163—213. — ISSN 0235-8212.
- Цінність факту: перші десятиліття кіно в Україні (укр.) // Кіно-Театр : журнал. — 2006. — № 4. — С. 35—36.
- Перше десятиліття ігрового кінематографа в Україні (1907—1917 рр.) // Нариси з історії кіномистецтва України (укр.) // Кінотехнологія : колективная монография. — 2006. — С. 9—52.
- Альфред Федецкий. У истоков отечественного кинематографа // Антреме : журнал. — 2007. — № 1. — С. 48—51.
- Столетие // Антреме : журнал. — 2008. — № 2. — С. 32—35.
- Актриса з «Тіней…» (укр.) // Kino-Коло : журнал. — 2008. — Весна—літо (№ 37—38). — С. 144—149.
- Кинематографическая деятельность фотохудожника А. К. Федецкого // Вісник Харківської державної академії дизайну і мистецтв : сборник. — 2009. — С. 54—67.
- Малоизвестные штрихи к знаменитому портрету // Часопис Нац. муз. акад. України ім. П. І. Чайковського : сборник. — 2010. — № 4 (5). — С. 154—159.
- Малоизвестные штрихи к знаменитой фотографии // Костянтин Горський (1859—1924) : сборник. — 2010. — С. 205—211.
- Становление кинотеатров и кинопроката в г. Харькове в начале XX века // Многообразие культур: неоклассика и контркультура : сборник. — 2010. — С. 81—91.
- Filmographie. Films de fiction (1908—1991) // Kinojudaica. Les representations des dans le cinéma de Russie et d’Union soviétique des années 1910 aux années 1980 (фр.) // Nouveau Monde éditions : коллективная монография. — 2012. — P. 466—509.
- Films d’actualités et documentaries (1909—1991) // Kinojudaica. Les representations des dans le cinéma de Russie et d’Union soviétique des années 1910 aux années 1980 (фр.) // Nouveau Monde éditions : коллективная монография. — 2012. — P. 509—556.
- Кінематограф Радянської України в період громадянської війни (укр.) // Культура України : сборник. — 2013. — № 40. — С. 231—239.
- Зарождение украинского государственного кинематографа в период УНР и Гетманства // Проблеми взаємодії мистецтва, педагогіки та теорії і практики освіти : Збірник наукових статей. — 2013. — Вып. 38. — С. 372—381. — ISSN 978-617-7044-34-4.
- Частное кинопроизводство в Украине в годы гражданской войны // Проблеми взаємодії мистецтва, педагогіки та теорії і практики освіти : Збірник наукових статей. — 2014. — Вып. 39. — С. 445—456.
- Производство кинооборудования в Украине в 20-е годы // Матеріали VІІ круглого столу «Український кінематограф: минуле, сьогодення, перспективи», 5 лютого 2015 р. : сборник. — 2015. — С. 172—187.
- Хронология формирования нормативно-правовой базы ВУФКУ // Матеріали ІІ круглого столу «Чубасівські читання», 12 березня 2015 р. : сборник. — 2015. — С. 183—213.
- Клубный кинопрокат в Украине (1922—1930) // Історія, теорія і практика екранних мистецтв, театру, засобів масових комунікацій, медіапедагогіки : колективна монографія. — 2015. — Т. 2. — С. 77—175.
- Фильмы о современности в украинском кинематографе 20-х годов // Проблеми взаємодії мистецтва, педагогіки та теорії і практики освіти : сборник. — 2015. — Вып. 43. — С. 88—97.
- Музыкальное сопровождение фильмов в Украине в 1920-х годах // Вісник Харківської державної академії дизайну і мистецтв : сборник. — 2015. — № 9—10. — С. 105—109.
- Начало кинопроизводства ВУФКУ (1922—1923) // Хресний шлях Леоніда Осики (До 75-річчя від дні народження) / матеріали Міжнар. наук.-твор. конф. (Київ, 3 груд. 2015 р.) // Київск. нац. ун-т театр. кіно і телеб. ім. І. К. Карпенка-Карого. — 2015. — С. 25—28.
- Побутові фільми в українському кінематографі 1927—1930-х років (укр.) // Вісник Харківської державної академії дизайну і мистецтв : сборник. — 2015. — № 8. — С. 91—95.
- Фильмы для детей в украинском кинематографе 1920-х годов // Матеріали VІІ круглого столу «Перспективи розвитку екранних мистецтв в Україні», 27 листопада 2015 р. : сборник. — 2015. — С. 69—82.
- Кіноосвіта в Україні в 1920-х рр. (укр.) // Культура України : сборник. — 2016. — Вип. 53. — С. 186—194.
- Взаимоотношения Совкино и ВУФКУ в 1920-е годы // Киноведческие записки : журнал. — 2015. — № 110. — С. 74—88. — ISSN 0235-8212.
- Формирование материально-технической базы украинского кинематографа в 1920-е годы // Вісник Харківської державної академії дизайну і мистецтв : сборник. — 2016. — № 1. — С. 127—131.
- Комедии в украинском кинематографе 1920-х годов // Вісник Харківської державної академії дизайну і мистецтв : сборник. — 2016. — № 2. — С. 109—113.
- Экспортно-импортная деятельность ВУФКУ в 1920-е годы // Традиції та новації у вищий архітектурно-художній освіті : сборник. — 2016. — № 1. — С. 72—82.
- «Одинадцятий»: Новаторський фільм Дзиґи Вертова (укр.) // Evropský filozofický a historický diskurz : сборник. — 2017. — Т. 3, вип. 2. — С. 44—49.
- Товариство друзів радянського кіно в Україні в 1920-х роках (укр.) // Evropský filozofický a historický diskurz : сборник. — 2017. — Т. 3, вип. 3. — С. 84—90.
- Творчі зв’язки театру і кінематографу в Україні в 1920-х роках (укр.) // Evropský filozofický a historický diskurz : сборник. — 2017. — Т. 3, вип. 4. — С. 71—77.
- Фільми на інтернаціональні теми в українському кінематографі 1920-х рр. // Ґенеза ідей і динаміка розвитку екранних мистецтв // колект. моногр. (укр.). — Киев: Видав, 2019. — Т. 7. — С. 132—158.
- Фільми про національні меншини в українському кінематографі 1920-х рр. // Мистецтвознавство. Соціальні комунікації. Медіапедагогіка // колективна монографія (укр.). — Киев: КНУКіМ, 2018. — Т. 7. — С. 74—88.
- Кіновиробництво російських компаній на території України в роки громадянської війни // Мистецтвознавство. Соціальні комунікації. Медіапедагогіка // колективна монографія (укр.). — Киев: КНУКіМ, 2019. — Т. 8. — С. 58—106.
- в соавт. Kostogryz Sergii, Cherkasova Nataliia. Development of Film Music in Ukraine in the 1920’s (англ.) // Journal of History Culture and Art Research : сборник. — 2020. — Vol. 9, no. 1. — P. 477—483. — ISSN 2147-0626. — doi:10.7596/taksad.v9i1.2391.
- в соавт. Chmil Ganna, Bezruchko Оlekcandr, Cherkasova Nataliia. "The Eleventh Year" to "The Man with a Movie Camera": conceptual search of Dziga Vertov (англ.) // Media Education : сборник. — 2020. — No. 3. — P. 507—514. — ISSN 1994-4160. — doi:10.13187/me.2020.3.507.
- в соавт. Chmil Ganna, Bezruchko Оlekcandr, Markhaichuk Nataliia. "Earth": Oleksandr Dovzhenko’s Conceptual Search (англ.) // Media Education : сборник. — 2020. — No. 4. — P. 713—720. — ISSN 2729-8132. — doi:10.13187/me.2020.4.713.

## Премии и награды
- Лауреат премии журнала «Киноведческие записки» — «За дипломную работу ВГИКа» (Москва, 1992)[2].
- Грамота Национального союза кинематографистов Украины и Ассоциации деятелей кинообразования Украины — за пропаганду киноискусства в прессе и на телевидении (1997)[2].
- Лауреат всеукраинского телевизионного конкурса «Золота хвиля» (1999)[2].
- Лауреат Регионального рейтинга «Харьковчанин года—2001» (2002)[2].
- Дипломант III Международного правозащитного кинофестиваля «Ступени» (2009)[2].
- Лауреат Международного многоуровневого конкурса имени де Ришельё (2020) в номинации «кино» — «за книги и телепрограммы по истории кино отечественного киноискусства, Украина»[7].